# Inge Bryderup
Inge Bryderup er dansk professor i socialt arbejde ved Institut for Sociologi og Socialt Arbejde ved Aalborg Universitet. Inge Bryderup beskæftiger sig i sin forskning hovedsageligt med socialpolitik og socialt udsatte børn og unge og deres familier.

## Uddannelse
Inge Bryderup blev i 1981 kandidat i sociologi fra Københavns Universitet.

## Karriere
Inge Bryderups forskning spænder vidt inden for de sociale og socialpolitiske områder. Hun har blandt andet forsket i og udgivet flere bøger om de anbragte børn og unges skole- og uddannelsesforhold både nationalt og i form af internationalt forskningssamarbejde i forbindelse med EU’s 7. Rammeprogram.
Hun har endvidere forsket i børnesyn, diagnoser, social arv, tidlig indsats, familiedøgninstitutioner, ungdomskriminalitet mv. Inge Bryderup er derfor en hyppigt anvendt forsker og ekspert inden for disse områder i mange medier.  
Inge Bryderup er medlem af en række internationale og nationale redaktioner, udvalg og bestyrelser. Hun er blandt andet bestyrelsesmedlem i European Social Work Association (ESWRA).
Inge Bryderup har været medlem af mange danske følgegrupper og bestyrelser som for eksempel medlemskab af Advisory Board i Egmontfondens signaturprojekt Lær for Livet.

## Hædersbevisninger
I 2017 modtog Inge Bryderup Børnesagens Fællesråds børnepris for sin mangeårige forskning i forhold til forskellige aspekter omkring anbragte børn og unges liv samt forskningen på familieplejeområdet med publicering samme år.